# بابا ياجا

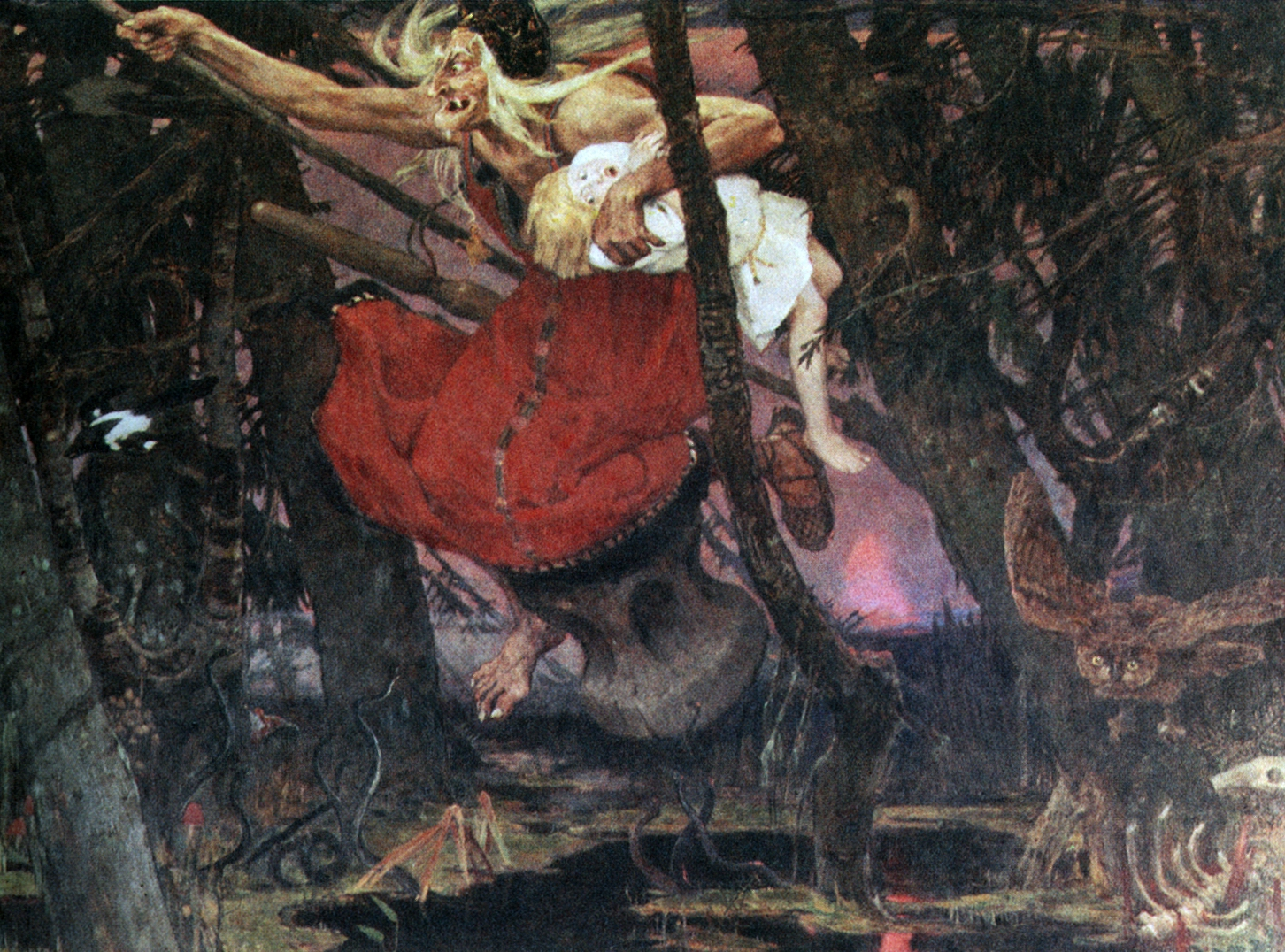
بابا ياجا بواسطة فيكتور فاسنيتسوف (Viktor Vasnetsov).

بابا ياجا (Baba Yaga) أو بابا روغا (Baba Roga) (أيضًا تُعرف بأسماء أخرى متنوعة) هي كائنٌ في الفُلكلور السُلافي. تُحلِّق بابا ياجا على هاونٍ عملاقٍ، وتخطف (وربما تأكل) الأطفال الصغار، وتعيش في كوخٍ يقف على أرجل دجاج. وفي معظم الحكايات السُلافية، تُصوّر بابا ياجا على أنها خصم؛ ومع ذلك، فمن المعروف في القصص الأسطورية الأخرى أن بعض الشخصيات تبحث عنها بسبب حكمتها، وهي في مناسباتٍ نادرةٍ معروفةٌ بأنها تُقدم التوجيه للأرواح الضائعة. ووفقًا لـ فلاديمير بروب، تحقق بابا ياجا وظيفة المانحة؛ أي يتمثل دورها في تزويد البطل (في بعض الأحيان رغم أنفها) بشيءٍ ما ضروري لتعزيز مطلبه.